# Juan Fabuel
Juan Fabuel (València, 1976) és un fotògraf valencià. El 2017 presenta la que se considera la seua sèrie més emblemàtica, anomenada 14,24. Fou presentada amb el nom 14,24, The space Between a la Fundació Bancaixa.